# Stéphane Poulhiès
Stéphane Poulhiès (Albi, 26 giugno 1985) è un ciclista su strada francese che corre per la squadra Occitane CF. È stato professionista dal 2006 al 2014 e nel 2016 al 2017.

## Palmarès
- 2005 (dilettanti)

1ª tappa Triptyque des Monts et Châteaux (Mouscron > Quevaucamps)
3ª tappa Ronde de l'Isard d'Ariège
- 2007 (AG2R Prévoyance, una vittoria)

1ª tappa Tour de l'Avenir (Belle Île > Belle Île)
- 2010 (Saur-Sojasun, una vittoria)

2ª tappa Tour de l'Ain (Lagnieu > Saint-Vulbas)
- 2011 (Saur-Sojasun, una vittoria)

4ª tappa Étoile de Bessèges (Alès > Alès)
- 2012 (Saur-Sojasun, due vittorie)

5ª tappa, 1ª semitappa Étoile de Bessèges (Alès > Alès)
1ª tappa Route du Sud (Lacaune les Bains > Albi)
- 2015 (dilettanti)

3ª tappa Tour de Gironde (Mios > Villenave-d'Ornon)
Classifica generale Tour de Gironde
3ª tappa Tour d'Eure-et-Loir (Bû > Châteauneuf-en-Thymerais)
Tour de la Creuse
1ª tappa Kreiz Breizh Elites (Calanhel > Plouray)
Festes del Tura d´Olot

### Altri successi
- 2010 (Saur-Sojasun)

Prologo Tour Alsace (Sausheim, cronosquadre)
- 2015 (dilettanti)

Classifica punti Tour de Gironde
- 2016 (Armée de terre)

Classifica scalatori Tour de Gironde

## Piazzamenti

### Grandi giri
- Vuelta a España

2008: 128º
2013: 138º

### Classiche monumento
- Giro delle Fiandre

2007: ritirato
2008: ritirato
2009: ritirato
- Parigi-Roubaix

2007: 22º
2008: ritirato
2009: ritirato
2010: ritirato
2011: ritirato
2012: ritirato